# Procus
Procus là một chi bướm đêm thuộc họ Noctuidae.